# 100e brigade mécanisée
La 100e brigade mécanisée (en ukrainien : 100-та окрема механізована бригада abrégé en 100 ОМБр), anciennement, la 100e brigade de défense territoriale (en ukrainien : 100-та окрема бригада територіальної оборони abrégé en 100 OM; numéro d'unité militaire А7028), est une brigade des forces de défense territoriale ukrainiennes puis de l'armée de terre ukrainienne basée dans l'oblast de Volhynie et dépendante du Commandement opérationnel ouest.

## Historique

### Création
La création de la 100e brigade de défense territoriale est annoncée le 11 novembre 2018 lors d'une conférence de presse du commissariat militaire régional de Volhynie. Elle est créée officiellement environ un mois plus tard, à partir des bataillons de défense territoriale ukrainiens déjà créés dans la région. En 2019, la 100e brigade participe à des entraînements impliquant un millier de réservistes, encadrés par des militaires ayant connu les affrontements du Donbass. L'unité est mobilisée lors de l'invasion russe de l'Ukraine, après avoir recruté des volontaires en mars 2022.

### Invasion russe de l'Ukraine

#### Front nord de l'Ukraine (février 2022 - mars 2023)
La brigade est dans un premier temps déployée dans le nord de l'Ukraine, pour protéger la frontière d'une éventuelle deuxième offensive de la Biélorussie du côté de l'oblast de Volhynie où elle tient une large bande de 200km. Le 53e bataillon de la région de Loutsk participe à la bataille de Kiev en mars 2022, déployé tout près de l'oblast de Jytomyr. La brigade composée à 90% de volontaires est alors très peu expérimentée au combat. Dès le retrait des forces russes du nord de l'Ukraine, le 53e bataillon retourne en Volhynie pour y recevoir un entrainement plus poussé. Durant le reste de l'année 2022, la 100e brigade reste déployée dans le nord de l'Ukraine. Le 3 décembre 2022, la brigade reçoit le drapeau de guerre des mains du commandant en chef des Forces de défense territoriale Ihor Tantsioura.

#### Bataille de la forêt de Serebryansky (avril 2023 - avril 2024)

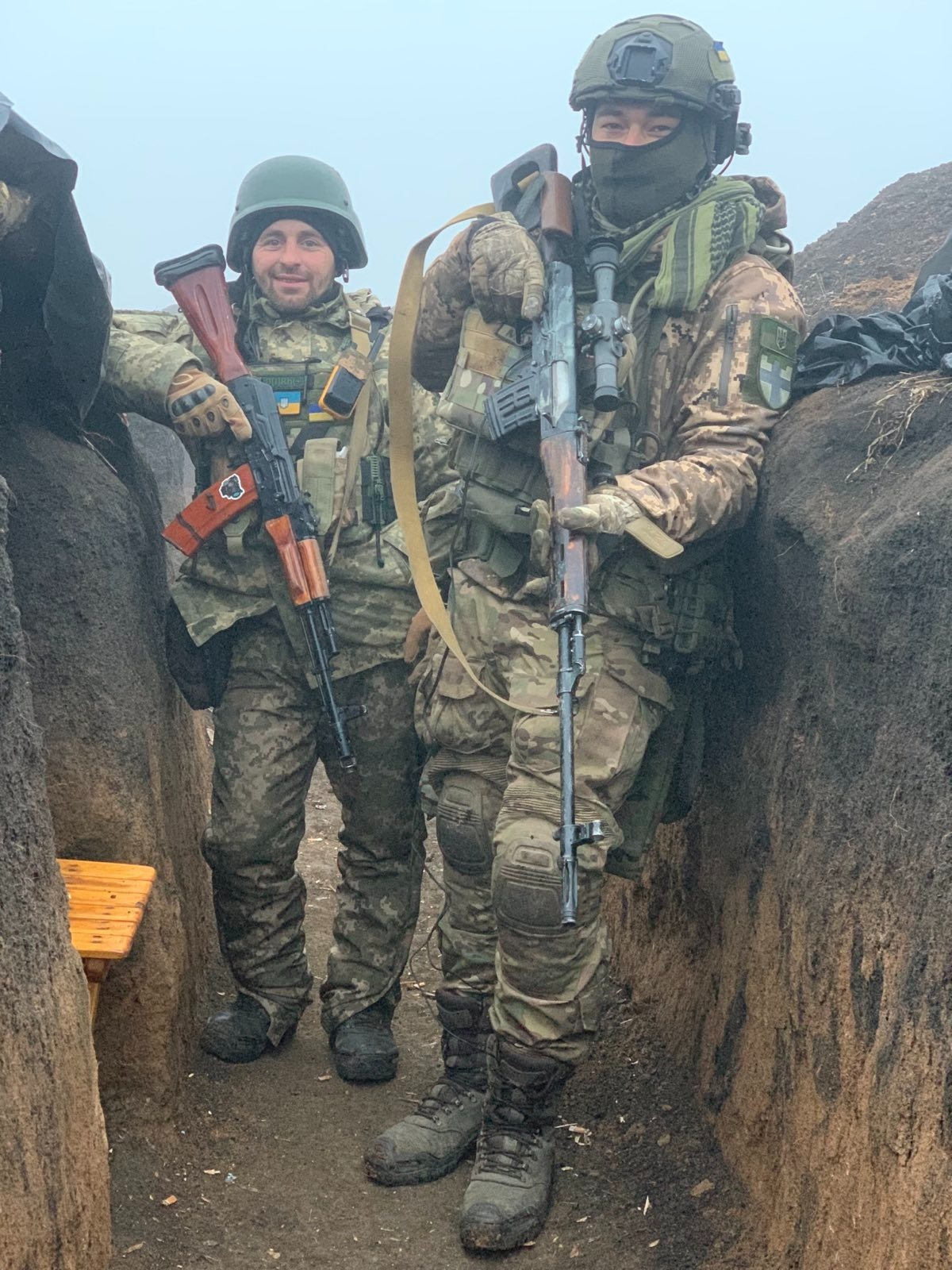
Combattants de la 100e brigade dans une tranchée, dans la région de Bakhmout, le 23 mars 2023. On peut voir sur la manche du soldat au premier plan le premier insigne de la brigade.

En mars 2023 le 53e bataillon se déplace à Bakhmout. Le mois suivant, le reste de la brigade est envoyée à proximité de Dibrova et participe à la bataille de la forêt de Serebryansky à l'ouest de Kreminna où elle est appuyée par le bataillon Zakhid de la Police nationale et la 45e brigade d'artillerie,,. Elles font face au 331e régiment aéroporté de la Garde russe qui multiplient sans succès les assauts sur les positions de la 100e brigade. À l'automne 2023, le 51e bataillon Kamin-Kashir de la brigade est renforcé par une unité de chars.

#### Offensive russe dans l'oblat de Donetsk (avril - juin 2024)
Le 30 mars 2024, la brigade est reformée et devient la 100e brigade mécanisée, désormais affectée à l'armée de terre ukrainienne. Elle reçoit alors des équipements plus lourds comme des chars, des véhicules de combat d'infanterie et de l'artillerie lourde mais également parmi les plus modernes comme de M2 Bradleys et des Marders. Dans la seconde quinzaine d'avril, elle est déployée en soutien à la 104e brigade de défense territoriale en urgence à Otcheretyne, au nord-ouest d'Avdiïvka où les Russes mènent une offensive et viennent de percer le front. La brigade se bat avec acharnement, arrêtant la contre-attaque de la 30e brigade de fusiliers motorisés de la Garde russe et d'autres unités de la 41e armée alors qu'elles tentent d'avancer au-delà du village en direction de Prohres. A cette époque, elle compte environ 2 000 soldats dans ses rangs, mais elle est toujours en cours de mécanisation et donc mal équipée en matériel lourd, même si elle dispose d'un personnel expérimenté.

#### Bataille de Toretsk (depuis juillet 2024)
Elle est ensuite déplacée plus au nord alors qu'une offensive frontale menace directement la ville de Toretsk. La brigade se prépositionne directement aux abords de la ville où elle essaye de contenir les assauts russes pendant plusieurs mois. Le 8 mai 2025, elle entame un assaut vers le centre de la ville mené par l'quivalent d'une compagnie. L'offensive, mal préparé et mal coordonnée en artillerie et guerre électronique est repoussée au prix de lourdes pertes blindés et humaines pour l'Ukraine, notamment deux Bradley et un M113.

## Structure

### Ordre de bataille
En mars 2022 l'ordre de bataille connu de la brigade est le suivant (100e brigade de défense territoriale) :
- État-major de la brigade,  (Loutsk)
  - 
    -  Compagnie de protection du QG ;

  -  50e bataillon unité militaire A7059 (Ratne)
  -  51e bataillon unité militaire A7060 (Kamin-Kachyrskyï)
  -  52e bataillon unité militaire A7061 (Manevychi)
  -  53e bataillon unité militaire A7062 (Loutsk)
  -  54e bataillon unité militaire A7063 (Kovel)
  -  55e bataillon unité militaire A7064 (Volodymyr-Volynskyi)
  -  Baterie de mortier
  -  Compagnie de lutte contre le sabotage
  -  Compagnie de drones de frappe « Voron 100 »
  -  Compagnie de génie
  -  Compagnie de communication
  -  Compagnie de logistique

Ordre de bataille à partir de 2024 (100e brigade mécanisée) :
- État-major de la brigade,  (Loutsk)
  - 
    -  Compagnie de protection du QG ;

  -  1er bataillon mécanisé
  -  2e bataillon mécanisé
  -  3e bataillon mécanisé
  -  1er bataillon motorisé
  -  1er bataillon de fusiliers
  -  Bataillon de chars
  -  Groupe d'artillerie
    -  Unité de contrôle et d'acquisition de cibles ;
    -  1er bataillon (дивізіон) d'artillerie automotrice[15]
    -  2e bataillon d'artillerie
    -  Bataillon antichar
    -  Bataillon de lance-roquettes multiples

  -  Compagnie de reconnaissance
  -  Compagnie de drones de frappe « Voron 100 »
  -  Bataillon de défense anti-aérienne
  -  Bataillon du génie
  -  Bataillon de maintenance
  -  Bataillon logistique
  -  Compagnie de communication
  -  Compagnie médicale
  -  Compagnie de protection CRBN

### Chefs de corps
- décembre 2018) – 2022 lieutenant-colonel Oleksandr Kucher[16]
- Depuis  2022 Colonel Ruslan Tkachuk (uk)[17].

### Matériel
En mai 2024, après sa mécanisation, la brigade dispose des équipements suivants :
- Bataillon de chars : montés sur T-64BV ukrainiens complétés par des T-72AV et T-80BV soviétiques
- Bataillons mécanisés : véhiucles de combats d'infanterie M2 Bradley livrés par les États-Unis, Marder 1A3 livrés par l'Allemagne, blindés de transports de troupes YPR-765 néerlandais
- Bataillon motorisé : MRAP Roshel Senator livrés par le Canada et blndés légers UAT Gyurza ukrainiens
- Groupe d'artilleire : deux bataillon automoteur équipé de M109A6 américains, 2S22 Bohdana ukrainien et 2S1 Gvozdika soviétiques
- Maintenance : véhicules de soutien BAT-2
- Reconnaissance : BRDM-2 et UAT Gyurza

## Traditions

### Insignes

#### Insigne de la100ebrigade de défense territoriale
Description de l'insigne :

Insigne d'arme de la brigade.

armes de l'oblast de Volhynie.

- insigne d'arme : D'azur à un mur de gueules crénelé de deux pièces mouvant de la pointe et des flancs chargé d'une croix latine d'argent
- insigne d'épaule de combat : même chose mais utilisation de couleurs désaturées pour des raisons de camouflage.

Symbolique des figures utilisées :
- La croix latine d'argent représente la vie, le christianisme et la dévotion à la foi. Il fait référence aux blason de l'oblast de Volhynie
- Le mur crénelé symbolise la stabilité et la fermeté. C'est également le symbole des forces territoriales.

#### Insigne de la100ebrigade mécanisée
Description de l'insigne :

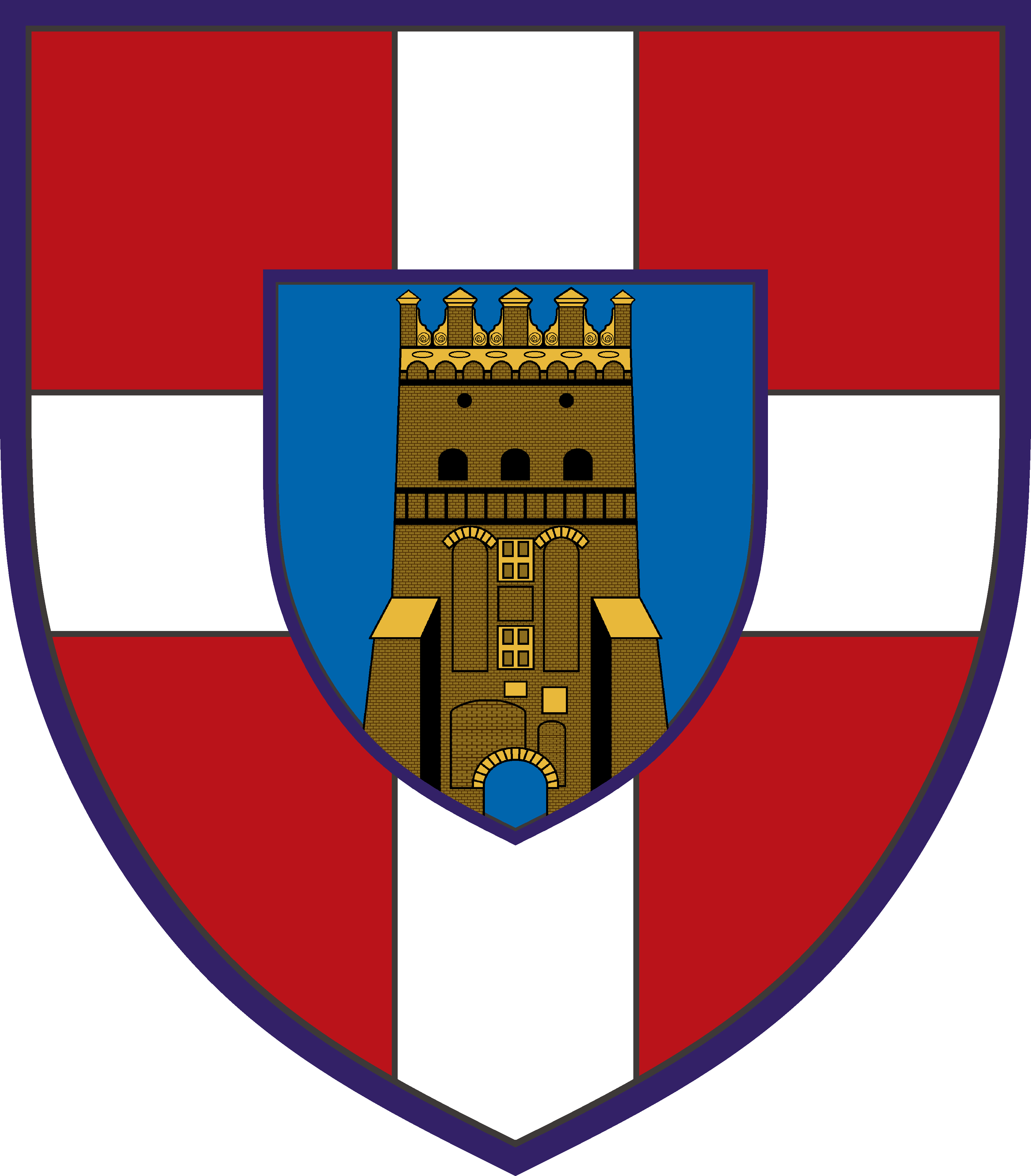
Insigne d'arme de la brigade.

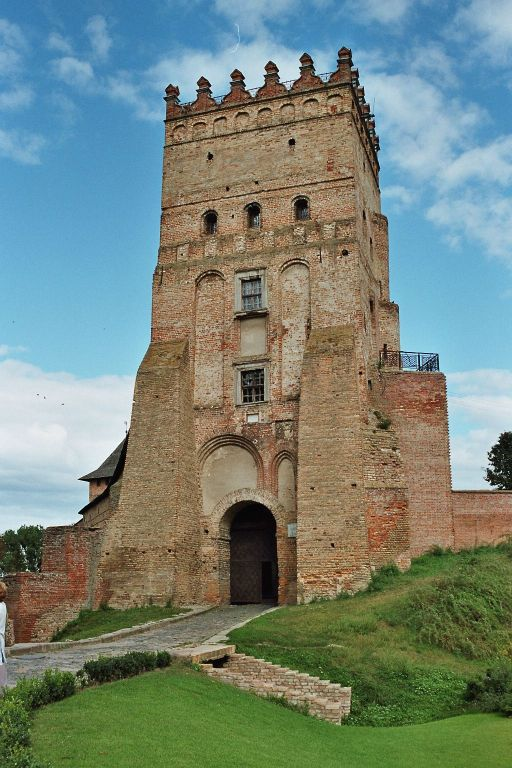
La tour du château de Loutsk.

- insigne d'arme : De gueules à la croix latine d'argent, sur le tout, d'azur à la tour du château de Loutsk au naturel ouvert du champ et mouvant de la pointe
- insigne d'épaule de combat : même chose mais utilisation de couleurs désaturées pour des raisons de camouflage.

Symbolique des figures utilisées :
- La croix latine représente la vie, le christianisme et la dévotion à la foi, la couleur rouge symbolise la bravoure, le courage et la volonté de donner sa vie pour Dieu et la Patrie, et la couleur blanche symbolise la pureté et l'intégrité. ces symboles font référence au blason de l'oblast de Volhynie
- La tour est celle du château de Loutsk, ville de garnison de la brigade

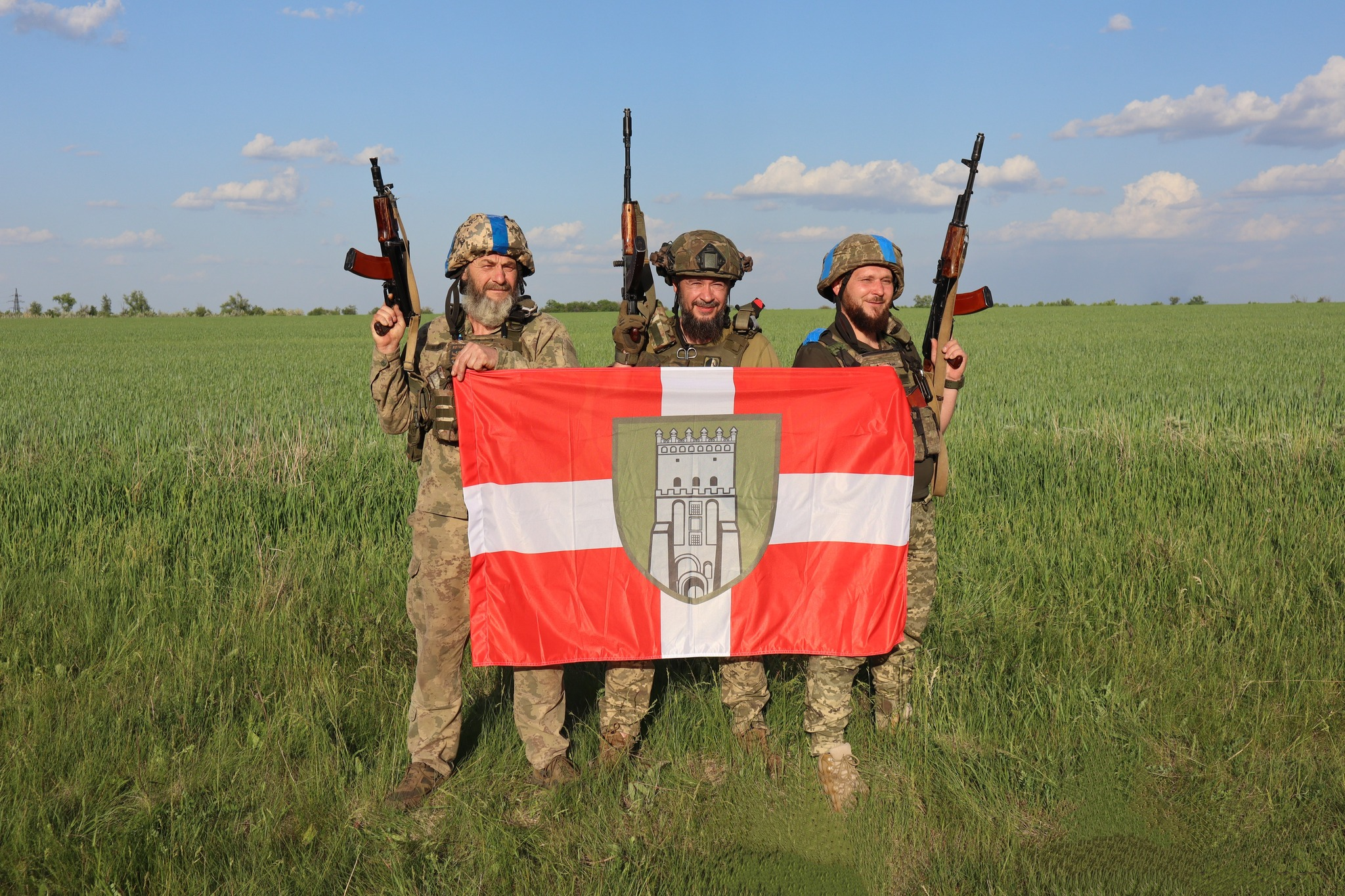
Soldats de la 100e brigade avec la bannière de l'unité, le 21 mai 2024.

### Surnom
Les médias ukrainiens surnomment l’unité « la Cent de Volhynie » (en ukrainien : волинська «сотка») ou encore « La Cent »  (en ukrainien : «сотка»).

### Honneurs
Le 28 juillet 2023, la 100e, la première des 30 brigades territoriales, a reçu la décoration Pour le Courage et la Bravoure